# Anastassija Eduardowna Gretschkina
Anastassija Eduardowna Gretschkina (russisch Анастасия Эдуардовна Гречкина; englische Schreibweise Anastasija Grechkina; * 17. September 2006) ist eine russische Tennisspielerin.

## Karriere
Gretschkina begann mit fünf Jahren das Tennisspielen und bevorzugt Rasenplätze. Sie spielt vor allem bei Turnieren der ITF Women’s World Tennis Tour an, wo sie bisher vier Titel im Doppel gewinnen konnte.
2023 trat sie im Januar bei den Australian Open an. Im Juniorinneneinzel verlor sie in der ersten Runde gegen Ena Koike mit 4:6 und 2:6. Im Juniorinnendoppel erreichte sie mit Partnerin Darja Šuvirđonkova mit einem 6:2 und 6:4 Erstrundensieg über Malak El Allami und Anna Paradisi das Achtelfinale, wo die beiden dann gegen Hayu Kinoshita und Sara Saitō mit 3:6 und 3:6 verloren. In Wimbledon qualifizierte sie sich mit Siegen über Marelie Raath und Liam Oved für das Hauptfeld im Juniorinneneinzel, wo sie dann aber ihre Begegnung gegen Francesca Pace mit 3:6 und 3:6 in der ersten Runde verlor. Im Juniorinnendoppel verlor sie mit Partnerin Greta Greco Lucchina gegen Alexia Harmon und Valeria Ray in der ersten Runde mit 5:7, 6:3 und [5:10].

## Turniersiege

### Doppel
| Nr. | Datum           | Turnier   | Kategorie | Belag             | Partnerin          | Finalgegnerinnen                            | Ergebnis         |
| --- | --------------- | --------- | --------- | ----------------- | ------------------ | ------------------------------------------- | ---------------- |
| 1.  | 30. März 2024   | Antalya   | ITF W15   | Sand              | Xenija Laskutowa   | Jekaterina Owtscharenko Katerina Tsygourova | 6:3, 6:1         |
| 2.  | 31. August 2024 | São Paulo | ITF W35   | Sand              | Jaeda Daniel       | Giorgia Pedone Aurora Zantedeschi           | kampflos         |
| 3.  | 7. Juni 2025    | Ma’anshan | ITF W15   | Hartplatz (Halle) | Kristiana Sidorowa | Priska Nugroho Janice Tjen                  | 6:3, 2:6, [10:6] |
| 4.  | 28. Juni 2025   | Hongkong  | ITF W15   | Hartplatz         | Jewgenija Burdina  | Jeong Bo-young Tian Fangran                 | 6:2, 6:2         |